# 小笠原村
小笠原村（おがさわらむら）は、東京都の島嶼部に位置する村。
小笠原諸島の30あまりの島を区域とするが、一般住民が居住しているのは父島及び母島のみである。日本の最東端・最南端である南鳥島及び沖ノ鳥島を含む。

## 概要

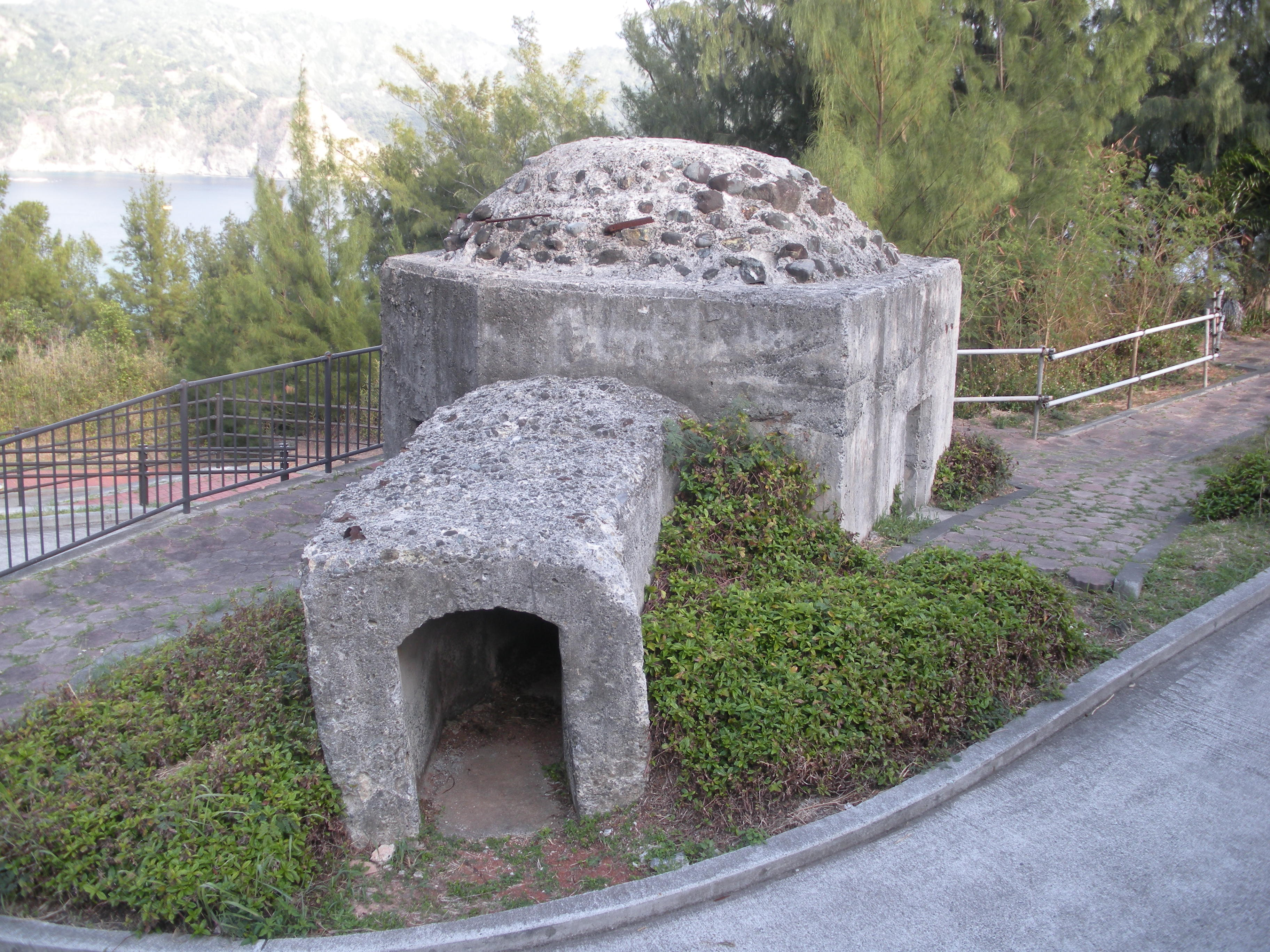
父島に残る戦争遺跡

村の主要な機能は人口がもっとも多い父島に集中している。伊豆諸島の町村と同様に郡の区域を画されていない。そのため「東京都小笠原村」が正式な表記である。日本で唯一、国土利用計画法における「監視区域」に指定されている。
2010年（平成22年）現在の老齢人口割合は9.2%で、全国の市町村の中でもっとも老齢人口割合が低い。逆に、生産年齢人口割合は75.7%で、全国の市町村の中でもっとも高い。
平成22年度国民健康保険、1人あたりの医療費は15万7649円で、全国の市町村の中でもっとも低い。人口の年齢構成を補正した1人あたりの医療費の指数も0.71で、全国で2位の低さである。
父島は第二次世界大戦中、父島要塞として要塞化されたが、空襲以外の攻撃が少なかったため、多くの戦争遺跡が残っている。
村の名称と同じ苗字という縁から、プロ野球選手の小笠原道大が1999年（平成11年）から2016年2月まで観光親善大使を務めた。2008年（平成20年）には小笠原諸島返還40周年大使に辰巳琢郎が任命された。
東京運輸支局の管内であるため、村内で自動車を登録した場合、地域名が品川である自動車登録番号票又は車両番号票が交付される。

## 地理
東京都の事務所（新宿区）から小笠原村の事務所がある父島までは、約1,000キロメートル離れている。沖ノ鳥島から小笠原村の事務所である父島までは約1,000キロメートル、南鳥島からは約1,400キロメートル離れている。また、大陸から遠く離れた海洋島のため固有の動植物が多い。そのため小笠原諸島の生物地理区は、ハワイ諸島やイースター島、フィジー諸島などと同じオセアニア区に分類される。
山
- 父島最高峰：無名の山（326メートル、中央山ではない）
- 母島最高峰：乳房山（463メートル）

河川
- 八ッ瀬川

## 気候
小笠原村の気候は、聟島列島・父島列島北部・西之島では温帯（亜熱帯）、父島列島南部・母島列島・火山列島・南鳥島・沖ノ鳥島では熱帯サバナ気候から熱帯モンスーン気候となっている。
大陸から離れているため寒気の影響を受けにくく、同緯度の南西諸島よりも気温の日較差・年較差の小さい典型的な海洋性気候となっている。降雨については、台風の主な北上コースから外れていること、標高の高い山がないこと、太平洋高気圧（小笠原高気圧）に覆われる期間が長いことなどにより、年降水量が瀬戸内沿岸や北海道並みに少ない。
父島（熱帯サバナ気候）は最寒月平均気温が18.1℃（2月）、最暖月平均気温28.0℃（8月）、年平均気温23.4℃、年降水量1,296 mmである。南鳥島（熱帯モンスーン気候）は最寒月平均気温が21.8℃（2月）、最暖月平均気温28.5℃（7月と9月）、年平均気温25.8℃、年降水量1,053 mmとなっている。
長らく日本国内で唯一、津波以外の気象警報・注意報が発表されない地域だったが、2008年（平成20年）3月26日9時から予報が開始された。

## 歴史
- 1940年（昭和15年）4月1日 - 普通町村制の適用により、東京府小笠原支庁の父島に大村・扇村袋沢村が、母島に沖村・北村が、硫黄島に硫黄島村が設置される[4]。
- 1943年（昭和18年）7月1日 - 東京都制施行（東京府廃止）。
- 1946年（昭和21年）1月29日 - GHQよりSCAPIN-677が指令される。このSCAPIN-677によって小笠原諸島全域における日本の施政権が停止され、アメリカ軍の直接統治下に置かれる[5]。ただし欧米系島民の居住は許可され、五人委員会による自治が行われた。
- 1952年（昭和27年）4月28日 - サンフランシスコ講和条約発効により、5村は日本国政府の行政から分離され廃止。アメリカ合衆国の施政権下に置かれ、引き続きアメリカ海軍管理となる。これに伴い各村役場は廃止され、役場の一般事務は東京都総務局行政部地方課分室で行われる。
- 1953年（昭和28年）4月28日 - 小笠原支庁廃止[6]。
- 1967年（昭和42年） - 村職員募集開始。募集には40歳までという年齢のほか「身体剛健で小笠原の風土に耐えられる者」という条件が附されていた[7]。
- 1968年（昭和43年）6月26日 - 南方諸島及びその他の諸島に関する日本国とアメリカ合衆国との間の協定発効により、アメリカ軍から返還、本土復帰すると同時に小笠原支庁の全域をもって東京都小笠原村となる[8]。小笠原総合事務所（国の機関）[8]、東京都小笠原支庁および小笠原村役場の行政機関設置。本土復帰当初は村政組織が未整備で、東京都知事が任命する職務執行者（村長に相当）と村政審議会（村議会に相当）が自治を担った（1979年まで）。
- 1979年（昭和54年）
  - 4月22日 - 村議会議員および村長の設置選挙。
  - 4月23日 - 村政確立。これにより小笠原村職務執行者が東京都小笠原支庁長から移行。

### 行政区域変遷
- 小笠原村の区域の変遷の年表

| 年                 | 月日    | 内容 |
| ------------------ | ------- | --- |
| 1940年（昭和15年） | 4月1日  | 小笠原諸島への町村制の施行により、以下の村が設置。 - 大村 ← 大村単独で村制施行 - 扇村袋沢村 ← 扇村袋沢村単独で村制施行 - 沖村 ← 沖村単独で村制施行 - 北村 ← 北村単独で村制施行 - 硫黄島村 ← 硫黄島村単独で村制施行 |
| 1943年（昭和18年） | 7月1日  | 東京都制施行により、東京府及び東京市を廃し、その区域をもって東京都が設置する。 |
| 1946年（昭和21年） | 1月29日 | SCAPIN-677により、小笠原諸島に対する日本の施政権が停止され、アメリカ軍の直接統治の下に置かれる。 |
| 1952年（昭和27年） | 4月28日 | サンフランシスコ講和条約発効により、アメリカ合衆国の施政権下に置かれ、小笠原諸島の5村は廃止。 |
| 1968年（昭和43年） | 6月26日 | 小笠原諸島はアメリカ軍から返還、本土復帰すると同時に、小笠原支庁の所管区域をもって東京都小笠原村を設置する。 |

- 変遷表

| 明治以前 | 明治元年 - 昭和15年 | 昭和15年4月1日 | 昭和15年 - 昭和39年                                     | 昭和40年 -                        | 現在     |
| -------- | ------------------- | -------------- | ------------------------------------------------------- | --------------------------------- | -------- |
| 大村     | 大村                | 大村           | 昭和27年4月28日 サンフランシスコ講和条約 発効により廃止 | 昭和43年6月26日 本土復帰 小笠原村 | 小笠原村 |
| 扇村     | 明治29年 扇村袋沢村 | 扇村袋沢村     | 昭和27年4月28日 サンフランシスコ講和条約 発効により廃止 | 昭和43年6月26日 本土復帰 小笠原村 | 小笠原村 |
| 袋沢村   | 明治29年 扇村袋沢村 | 扇村袋沢村     | 昭和27年4月28日 サンフランシスコ講和条約 発効により廃止 | 昭和43年6月26日 本土復帰 小笠原村 | 小笠原村 |
| 沖村     | 沖村                | 沖村           | 昭和27年4月28日 サンフランシスコ講和条約 発効により廃止 | 昭和43年6月26日 本土復帰 小笠原村 | 小笠原村 |
| 北村     | 北村                | 北村           | 昭和27年4月28日 サンフランシスコ講和条約 発効により廃止 | 昭和43年6月26日 本土復帰 小笠原村 | 小笠原村 |
| 硫黄島村 | 硫黄島村            | 硫黄島村       | 昭和27年4月28日 サンフランシスコ講和条約 発効により廃止 | 昭和43年6月26日 本土復帰 小笠原村 | 小笠原村 |

## 人口
| |                                          |  |
| 小笠原村と全国の年齢別人口分布（2005年） | 小笠原村の年齢・男女別人口分布（2005年） |  |
| ■紫色 ― 小笠原村 ■緑色 ― 日本全国 | ■青色 ― 男性 ■赤色 ― 女性                |  |
| 小笠原村（に相当する地域）の人口の推移 \| 1970年（昭和45年） \| 782人 \| \| \| 1975年（昭和50年） \| 1,507人 \| \| \| 1980年（昭和55年） \| 1,879人 \| \| \| 1985年（昭和60年） \| 2,303人 \| \| \| 1990年（平成2年） \| 2,361人 \| \| \| 1995年（平成7年） \| 2,809人 \| \| \| 2000年（平成12年） \| 2,824人 \| \| \| 2005年（平成17年） \| 2,723人 \| \| \| 2010年（平成22年） \| 2,785人 \| \| \| 2015年（平成27年） \| 3,022人 \| \| \| 2020年（令和2年） \| 2,929人 \| \| |                                          |  |
| 総務省統計局 国勢調査より |                                          |  |
| 1970年（昭和45年） | 782人                                    |  |
| 1975年（昭和50年） | 1,507人                                  |  |
| 1980年（昭和55年） | 1,879人                                  |  |
| 1985年（昭和60年） | 2,303人                                  |  |
| 1990年（平成2年） | 2,361人                                  |  |
| 1995年（平成7年） | 2,809人                                  |  |
| 2000年（平成12年） | 2,824人                                  |  |
| 2005年（平成17年） | 2,723人                                  |  |
| 2010年（平成22年） | 2,785人                                  |  |
| 2015年（平成27年） | 3,022人                                  |  |
| 2020年（令和2年） | 2,929人                                  |  |

## 行政
- 村長：渋谷正昭

### 歴代村長
| 代 | 氏名     | 就任                      | 退任                      | 備考                 |
| -- | -------- | ------------------------- | ------------------------- | -------------------- |
| 1  | 持丸克己 | 1979年（昭和54年）4月22日 | 1981年（昭和56年）5月15日 |                      |
| 2  | 安藤光一 | 1981年（昭和56年）6月14日 | 1997年（平成9年）6月13日  |                      |
| 3  | 宮澤昭一 | 1997年（平成9年）6月14日  | 2003年（平成15年）6月15日 |                      |
| 4  | 森下一男 | 2003年（平成15年）7月28日 | 2021年（令和3年）7月29日  | 在任中に死去         |
|    | 渋谷正昭 | 2021年（令和3年）7月29日  | 2021年（令和3年）8月30日  | 職務代理者、副村長   |
|    | 杉本重治 | 2021年（令和3年）8月31日  | 2021年（令和3年）9月4日   | 職務代理者、総務課長 |
| 5  | 渋谷正昭 | 2021年（令和3年）9月6日   | 現職                      |                      |

## 議会

### 村議会
定数：8人、現員：8人（任期満了は2027年（令和9年）4月26日）

### 都議会
2025年東京都議会議員選挙
- 選挙区：島部選挙区
- 定数：1人
- 任期：2025年7月23日 - 2029年7月22日
- 投票日：2025年6月22日
- 当日有権者数：18,912人
- 投票率：58.17％

| 候補者名 | 当落 | 年齢 | 所属党派   | 新旧別 | 得票数  | 備考                                |
| -------- | ---- | ---- | ---------- | ------ | ------- | ----------------------------------- |
| 三宅正彦 | 当   | 53   | 無所属     | 現     | 6,148票 | 2025年6月23日に自民党は追加公認した |
| 伊藤奨   | 落   | 34   | 国民民主党 | 新     | 3,050票 |                                     |
| 奥村光貴 | 落   | 25   | 再生の道   | 新     | 1,449票 |                                     |

### 衆議院
- 選挙区：東京3区（品川区、島嶼部）
- 投票日：2024年10月27日
- 当日有権者数：362,508人
- 投票率：56.83％

| 当落 | 候補者名   | 年齢 | 所属党派     | 新旧別 | 得票数   | 重複 |
| ---- | ---------- | ---- | ------------ | ------ | -------- | ---- |
| 当   | 石原宏高   | 60   | 自由民主党   | 前     | 61,660票 | ○    |
| 比当 | 阿部祐美子 | 60   | 立憲民主党   | 新     | 54,178票 | ○    |
|      | 奥本有里   | 47   | 国民民主党   | 新     | 30,351票 | ○    |
|      | 吉平敏考   | 43   | 日本維新の会 | 新     | 25,745票 | ○    |
|      | 香西克介   | 48   | 日本共産党   | 新     | 12,056票 |      |
|      | 川口めぐみ | 51   | 無所属       | 新     | 8,822票  |      |
|      | 植木洋貴   | 42   | 参政党       | 新     | 8,731票  |      |

## 行政機関

### 国の機関
- 文部科学省
  - 宇宙航空研究開発機構 (JAXA)
    - 小笠原追跡所（父島字桑ノ木山） - 種子島で打ち上げたロケットを追跡する施設。

  - 国立天文台
    - VERA小笠原観測局（父島旭山） - VERAプロジェクトの一環として宇宙電波を観測する施設。
- 農林水産省
  - 林野庁関東森林管理局小笠原諸島森林生態系保全センター
- 国土交通省
  - 小笠原総合事務所 - 国交省に属するが、国の総合的な出先機関として、検疫、防疫、出入国管理、労働基準監督などを行う。
  - 国土地理院
    - 父島VLBI観測局（父島字州崎） - 測地VLBIを目的として宇宙電波を観測する施設。

  - 気象庁
    - 父島気象観測所（父島字西町）
    - 南鳥島気象観測所（南鳥島）

  - 海上保安庁
    - 第三管区海上保安本部横浜海上保安部小笠原海上保安署
- 環境省
  - 関東地方環境事務所小笠原自然保護官事務所
- 防衛省
  - 北関東防衛局小笠原出張所
  - 海上自衛隊父島基地
    - 硫黄島航空基地
    - 南鳥島航空基地

### 東京都の機関
- 東京都小笠原支庁
- 東京都島しょ保健所小笠原出張所

### 警察
- 警視庁小笠原警察署

## 経済

### 産業
本土と異なる独自の生態系を持つ小笠原の自然に着目した観光が主産業である。小笠原では明治期よりラム酒を飲む習慣があり、村おこしとして、村や農業協同組合などが出資した小笠原ラム・リキュール株式会社がラム酒を生産している。また、コーヒーノキの商業栽培が行われており、日本では他に沖縄のみ。

### 漁業
- 二見漁港
- 母島漁港

### 郵便
- 日本郵便
  - 小笠原郵便局（父島西町）
    - 郵便窓口は平日のみの営業であるが、おがさわら丸の出港日は土日祝日も午前8～10時の間は郵便窓口の取り扱いをし、内地への荷物であれば当日15時出航のおがさわら丸に載せる。

  - 新東京郵便局小笠原郵便集配所 - 小笠原郵便局に併設。
    - 島内のポスト及びゆうパック取扱店の集配時間は平日、土日祝日以外におがさわら丸の入出港日の集配時間が別に記載されており、全て午前9時に指定されている。この集配に差し出せば、内地への荷物であれば当日15時出航のおがさわら丸に載せる。
    - 小笠原諸島と内地を結ぶ定期船はおがさわら丸のみであるため、郵便物はドック入り期を除きおがさわら丸にて運ばれる。そのため、父島島内でいつ郵便物を出したとしてもおがさわら丸の出港日までは島内に留め置かれることになり、内地に到着するのは出港日当日に集配された郵便物と同じになる。
    - 内地から父島への郵便物はおがさわら丸が入港した当日に配送される。母島への郵便物はおがさわら丸が入港した当日に出港するははじま丸に載せ替えられ、同じく当日に配送される。

  - 母島簡易郵便局（母島元地）- 小笠原村役場母島支所内に所在。簡易郵便局ながらゆうちょ銀行ATM設置。
    - 土日祝日および12/31～1/3は営業しないが、おがさわら丸の父島出航日前日は9：00～11：00で郵便・ATMの営業をする。この時間まで取り扱われた内地行きの郵便物は、翌日のおがさわら丸に載せられる。

郵便番号は父島が「100-2101」、母島が「100-2211」となっている。南鳥島や硫黄島の航空基地など、無人島に存在する施設の場合は、「100-2100」となる。

### 金融機関
- 七島信用組合小笠原支店
- ゆうちょ銀行 本店 小笠原二見港船客待合所出張所 - ATMのみ。

### メディア事業
- 小笠原村ケーブルテレビ

## 教育

### 小学校
- 小笠原村立小笠原小学校
- 小笠原村立母島小学校

### 中学校
- 小笠原村立小笠原中学校
- 小笠原村立母島中学校

### 高等学校
- 東京都立小笠原高等学校

## 交通

### 道路
一般国道
村内には一般国道は通っていない。
都道
- 東京都道240号父島循環線
- 東京都道241号沖港北港線 - 東京都最南端の都道

### 路線バス
- 小笠原村営バス
  - 扇浦線（村役場 - 小港海岸）
  - 大村 - 奥村循環線（ブルーライン、オレンジライン）

### タクシー
- 小笠原観光（旧「父島タクシー」、父島）

母島にはタクシーはなく、有償運送のみ。

### 港湾
- 二見港（父島）
- 沖港（母島）

### 航路
小笠原海運「おがさわら丸」
東京港竹芝客船ターミナル - 父島二見港を結ぶ貨客船。所要時間は24時間、おおむね6日に1往復、ピークシーズンのみ3日に1往復運航。「おが丸」の愛称がある。曜日ではなくおがさわら丸の入港・出航に合わせて人々は動いており、例えばおがさわら丸が出港している間を休業とする店も多い。
かつては所要時間が約16時間の高速旅客船テクノスーパーライナーの就航が予定され船舶も建造されたが、原油価格高騰の影響で中止された。
伊豆諸島開発「ははじま丸」
父島二見港と母島沖港を結ぶ貨客船。1日0.5 - 1往復運航、所要時間は2時間10分、休航日あり。おがさわら丸入出港日は、接続するダイヤを組む。
共勝丸「共勝丸」
東京港月島埠頭 - 父島二見港 - 母島沖港を結ぶ貨物船。おおむね月3回の就航、所要時間は約46時間だが海況により変動する。2014年頃までは旅客営業も行っていたが、それ以降は行われていない。

## 名所・旧跡・祭事・催事

### 観光スポット
父島
- 大村海岸
- 小港海岸
- 境浦海岸 - 旧日本軍の輸送船「濱江丸」の残骸がある。
- ジョンビーチ・ジニービーチ
- ウェザーステーション展望台 - 夕日の名所。グリーンフラッシュ現象が観測されることがある[17]。
- 小笠原海洋センター - 小笠原の海洋生物の保護・研究活動のかたわら、ウミガメの飼育・展示を行っている[18]。

母島
- 乳房山
- 小富士 - 日本最南端の郷土富士[19]。
- 石門 - 隆起カルスト地形の森林。入林には東京都認定ガイドの同行が必要[20]。
- ロース記念館

### 観光ツアー
エコツーリズムが盛んで、父島発のツアーが複数の業者により催行されている。
- ホエールウォッチング、ドルフィンスイム&ウォッチング
- 南島ツアー
- 兄島海中公園ツアー
- ケータ島ツアー
- ジャングルトレッキング、ナイトツアー
- 戦争遺跡ツアー
- グラスボート、シーカヤック、ウィンドサーフィン
- スクーバダイビング、スキンダイビング

### 伝統芸能
- 南洋踊り
- 小笠原太鼓

### 郷土料理
- 島寿司
- ダンプレン
- 亀煮（ウミガメ肉の煮込み）
- ピーマカ

### 主な年中行事
- 1月1日：日本一早い海びらき[21]（父島・母島）- 海開きの神事、ウミガメ放流、伝統芸能披露など[22]
- 春：母島フェスティバル（母島）- 母島特産品の試食や直売など[23]
- 6月下旬：返還記念祭（父島・母島）
- 7月下旬：小笠原貞頼神社例大祭（父島）
- 8月：サマーフェスティバル（父島）- 盆踊りや花火大会など[24]
- 11月上旬：大神山神社例大祭（父島）
- 11月下旬：月ヶ岡神社例大祭（母島）
- 12月31日：カウントダウンパーティー（父島）

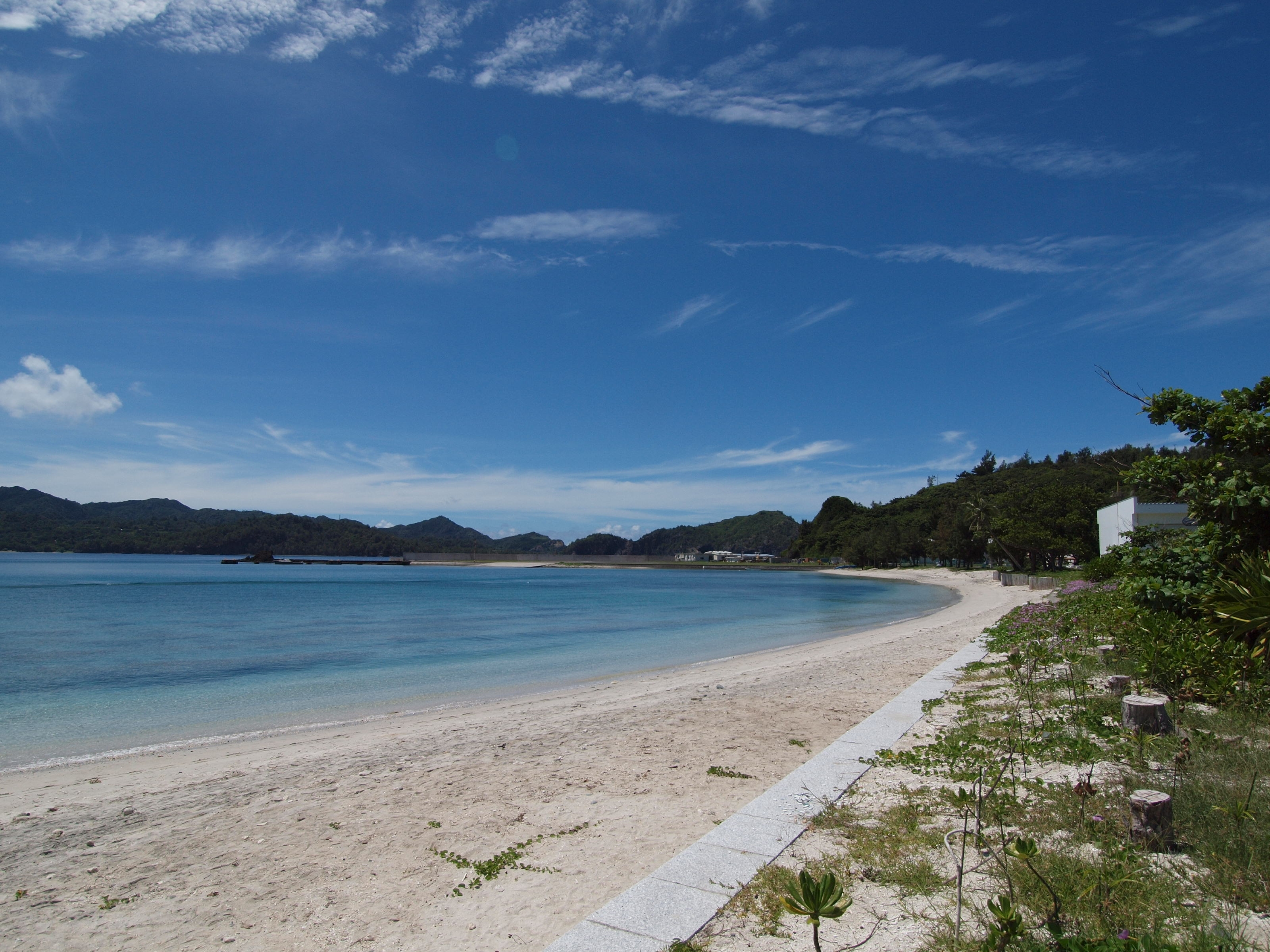
大村海岸
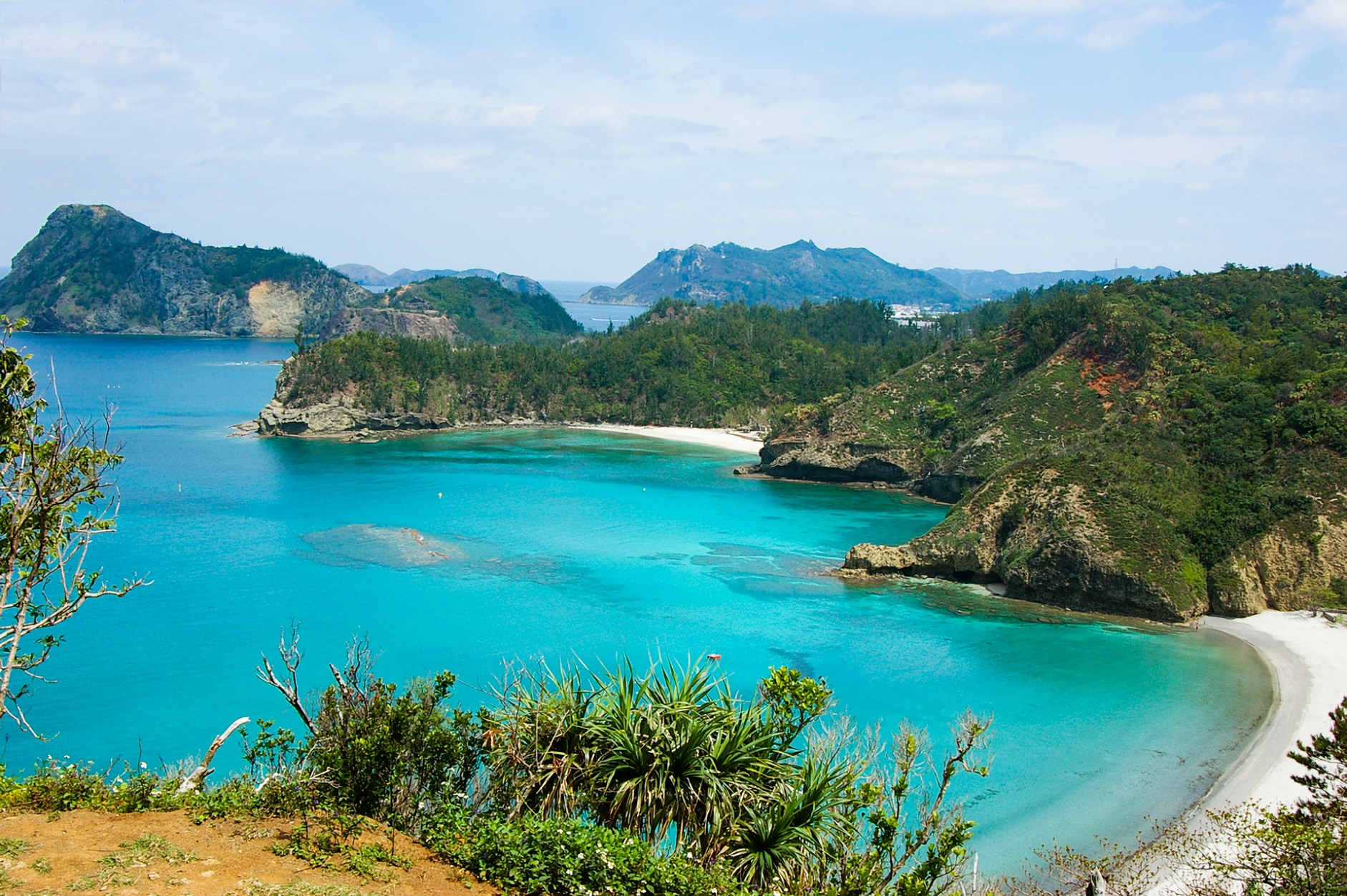
小港海岸
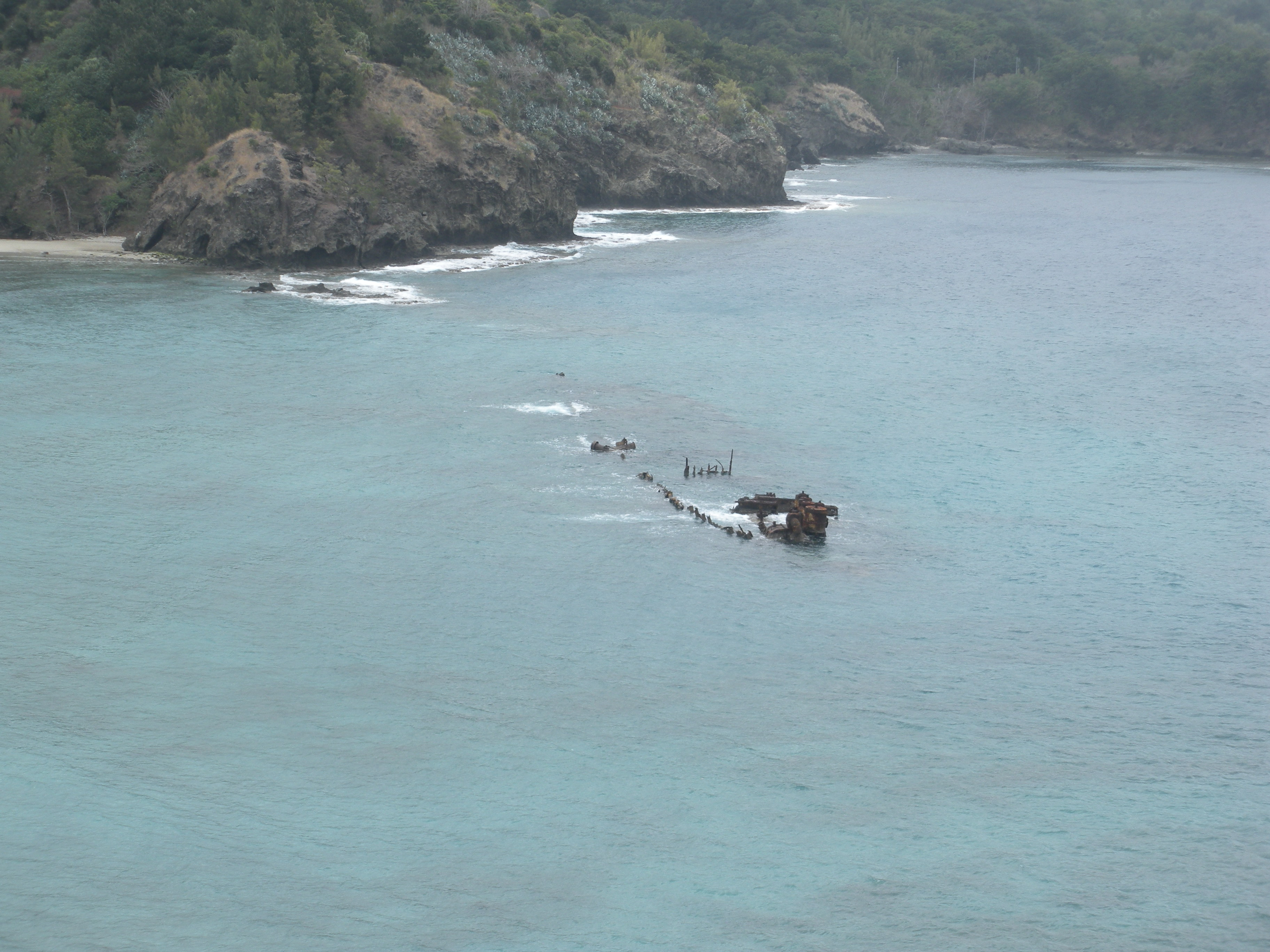
境浦海岸の「濱江丸」
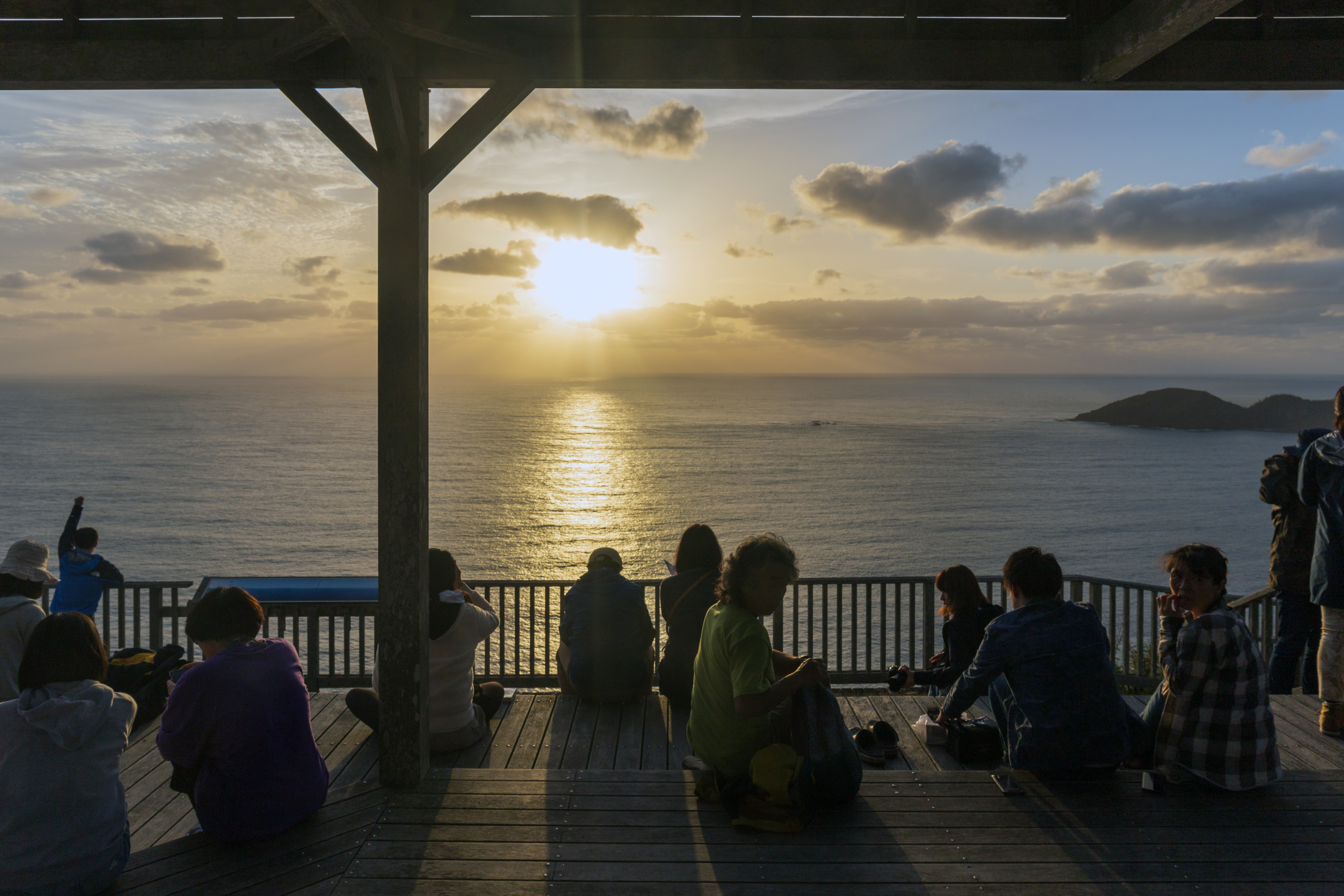
ウェザーステーション展望台
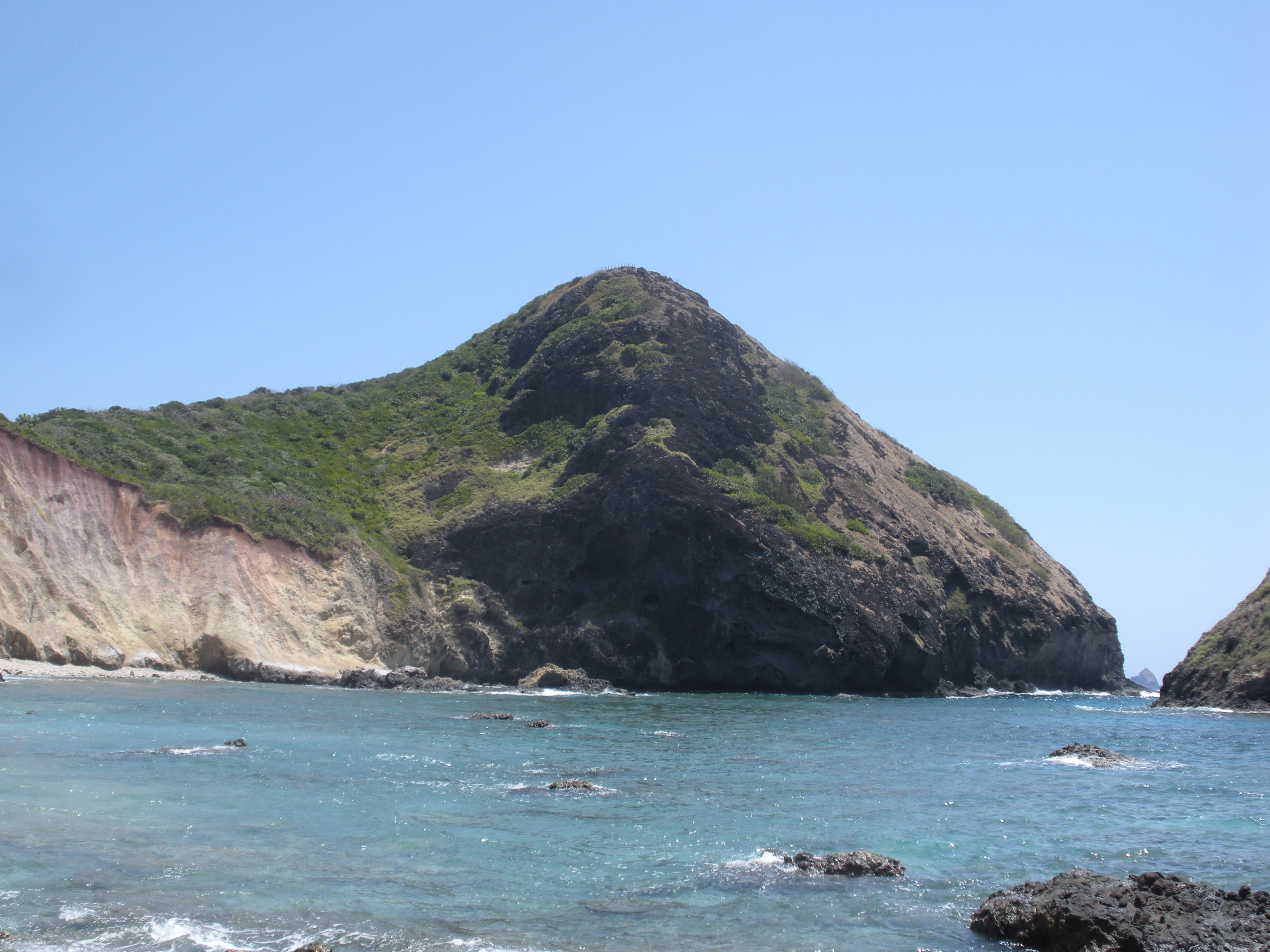
小富士
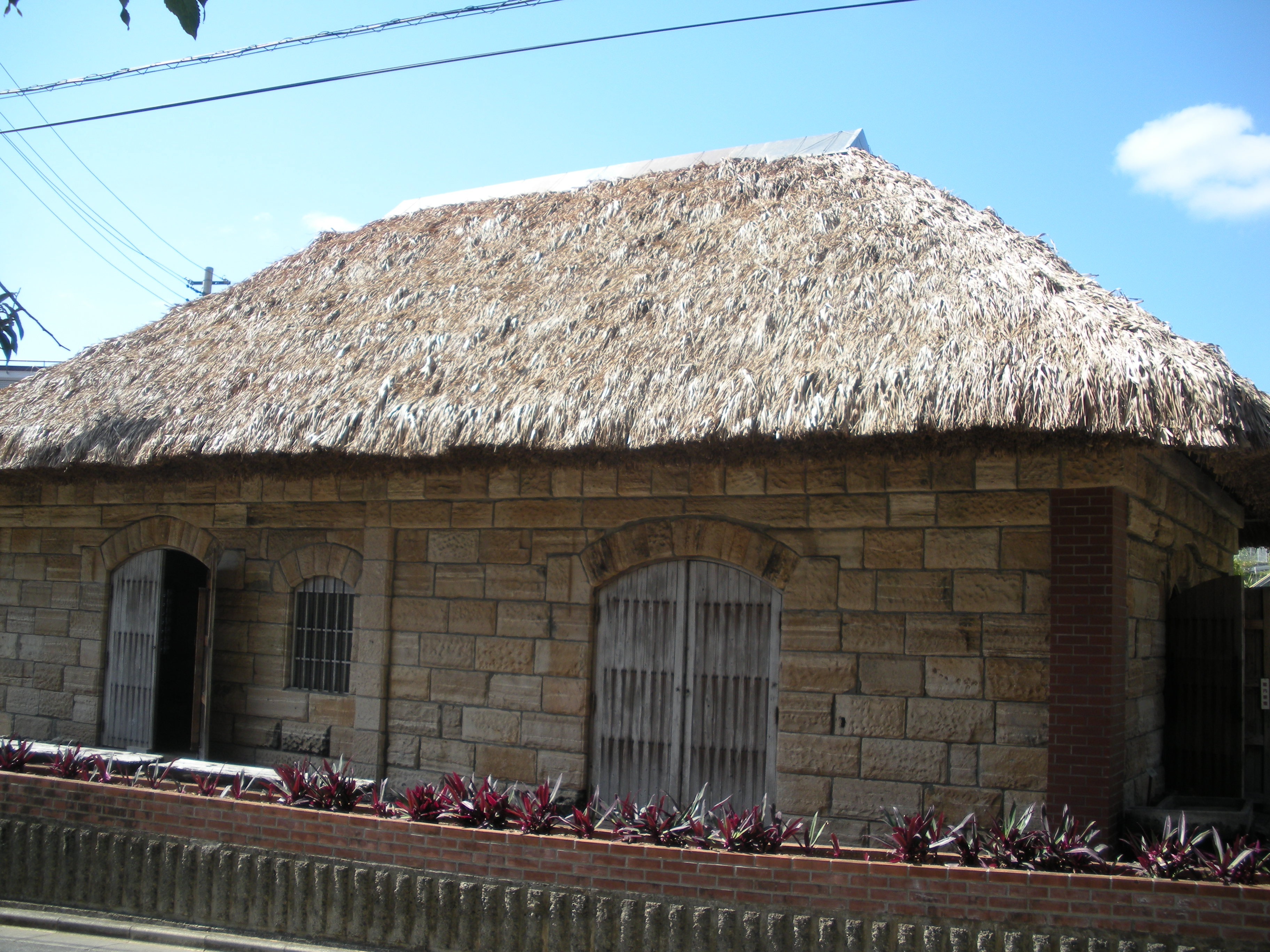
ロース記念館
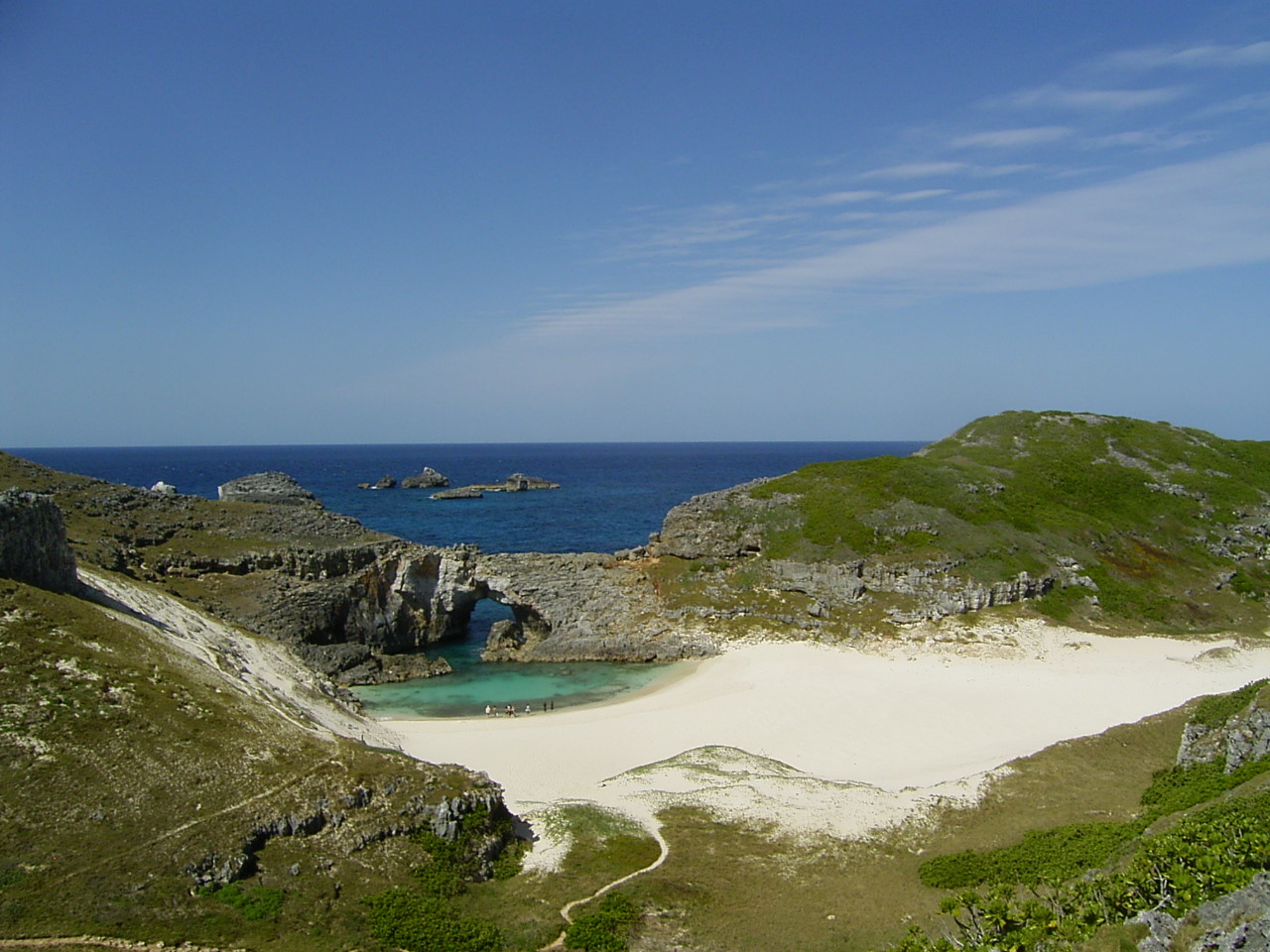
南島
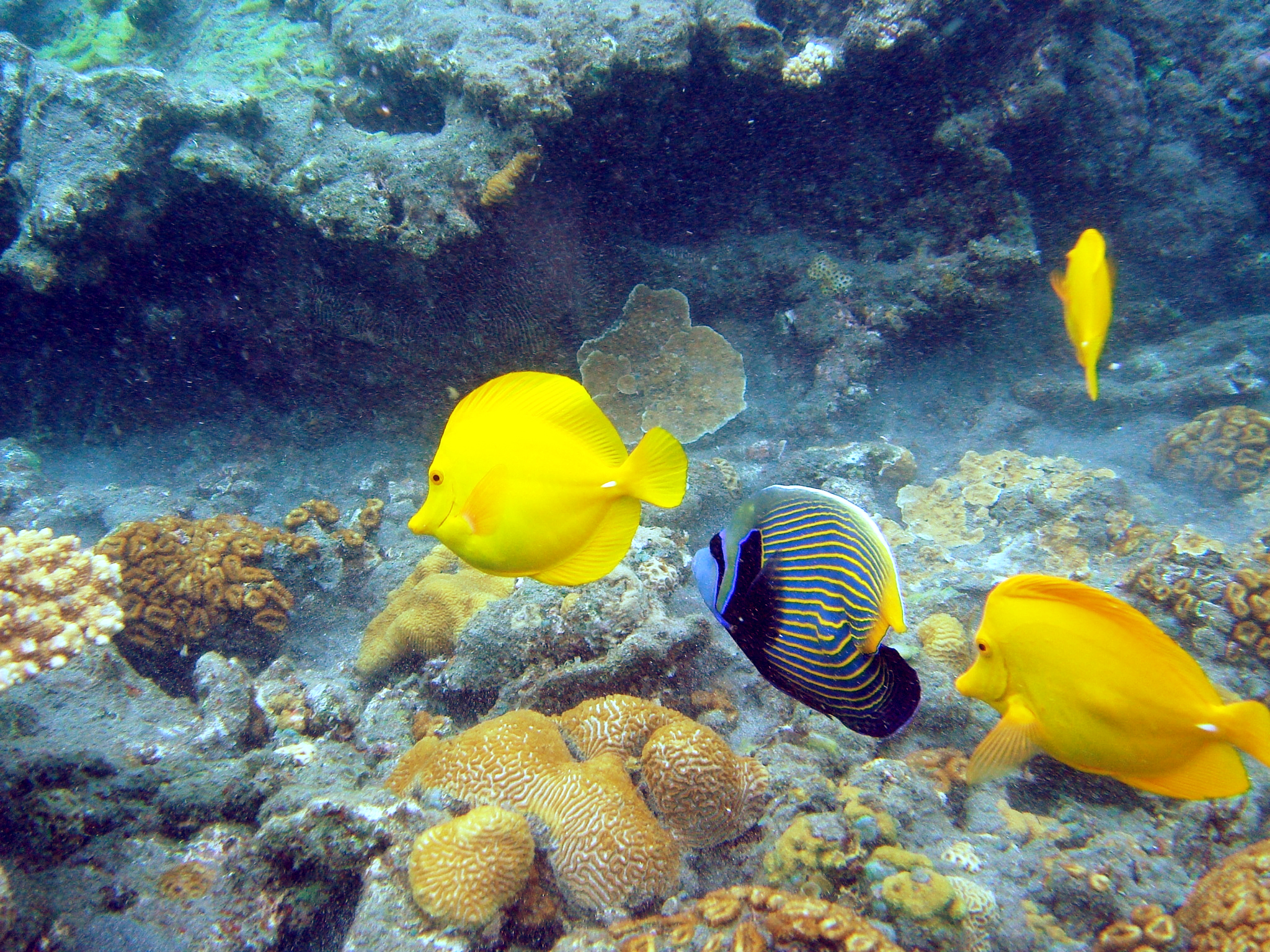
兄島海中公園

## 出身有名人
- 避難じいさん（絵本作家、川柳作家、グラフィックデザイナー）